# Skumt spel i Texas
Skumt spel i Texas (Le cavalier blanc) är ett Lucky Luke-album från 1973. Det är det 43:e albumet i ordningen, och har nummer 24 i den svenska utgivningen.

## Handling
Lucky Luke och Jolly Jumper stöter på ett kringresande teatersällskap under ledning av Whittaker Baltimore. När gruppen uppträder i Nothing Gulch, besöker Luke föreställningen tillsammans med sin gode vän Hank Wallis. Showen avbryts dock när det upptäckts att banken blivit rånad.
Teatersällskapet drar vidare, och Luke – som misstänker att skådespelarna är inblandade i rånet – beslutar sig att följa efter dem.

## Svensk utgivning
- Morris; Goscinny, René, (översättare: Kåre Persson) (1976). Skumt spel i Texas. Lucky Lukes äventyr: 24. Stockholm: Albert Bonniers förlag. Libris 7145110. ISBN 91-0-041253-8
- Andra upplagan, 1981, Bonniers Juniorförlag. ISBN 91-48-41253-8.
- Tredje upplaga, 2009, Egmont Kärnan. ISBN 978-91-7405-248-0.
- I Lucky Luke – Den kompletta samlingen ingår albumet i "Lucky Luke 1973-1975". Libris 10031402. ISBN 91-7134-237-0
- Den svenska utgåvan trycktes även som nummer 31 i Tintins äventyrsklubb (1986). ISBN 91-7904-209-0